# Người Opo
Người Opo là một dân tộc thiểu số của Nam Sudan và Ethiopia. Họ nói tiếng Opuuo, một ngôn ngữ Koman. Hầu hết những người Opo không theo đạo Hồi.
Cuộc điều tra dân số năm 2007 của Ethiopia cho biết có 1.602 người Opo (413 ở Vùng Các dân tộc Phương Nam và 990 ở vùng Gambela).